# Rewolucja agrarna
Rewolucja agrarna – proces przemiany rolnictwa tradycyjnego (feudalnego i mało wydajnego) w rolnictwo nowoczesne.

## Przemiany ustrojowe
Liberalizm, wraz z prądami oświeceniowymi i rewolucyjnymi, przyspieszył zmiany w rolnictwie europejskim. Zniesiono poddaństwo i zmodernizowano sposoby wykorzystania ziemi. Ten długotrwały proces, zapoczątkowany jeszcze w XVI w. w Europie Zachodniej, głównie w Anglii, został nazwany, wbrew swojej ewolucyjnej istocie, przewrotem lub rewolucją agrarną. Przyspieszenie i rozszerzenie rewolucji agrarnej przyniosły rewolucja amerykańska oraz reformy ustrojowe zainicjowane przez rewolucję burżuazyjną we Francji i podjęte przez przedstawicieli absolutyzmu oświeconego w Europie Środkowej.
Władze amerykańskie, rozporządzeniami wydanymi po 1784 r., umożliwiły osadnikom zakup ziemi na korzystnych warunkach finansowych. Cena gruntów w I poł. XIX w. rzadko przekraczała 3 dolary za hektar. Innym niezmiernie ważnym posunięciem było przyjęcie w 1862 r. ustawy o osadnictwie rolnym (Homestead Act), na której mocy przydzielono osadnikom działki o obszarze 64 ha. Ustawa stała się podstawą tworzenia systemu wydajnych farm rodzinnych w stanach północnych. Na Południu systematycznie rosła rola wielkorolnej arystokracji zatrudniającej murzyńskich niewolników. System osadnictwa rolnego analogiczny do funkcjonującego w stanach północnych wprowadziła Kanada.
We Francji dekretami rewolucyjnymi z 1789 r. i decyzjami Zgromadzenia Narodowego z 1793 r. zniesiono wszystkie ciężary feudalne i przyznano chłopom, bez wykupu, pełną własność ziemi dotąd przez nich użytkowanej, wraz z prawami obywatelskimi. Ziemię skonfiskowaną Kościołowi i rojalistycznej emigracji przeznaczono na działki dla bezrolnych lub sprzedano burżuazji. Na podobnych zasadach ziemię otrzymało chłopstwo belgijskie w 1795 r. W innych krajach Europy Zachodniej likwidacja stosunków feudalnych w rolnictwie została zapoczątkowana w okresie wojen napoleońskich (Bawaria – 1808 r., Hesja – 1811 r.).
W krajach Europy Środkowej i Wschodniej odchodzenie od poddaństwa i uwłaszczanie chłopów przebiegało z różnym natężeniem aż do poł. XIX w. Reformy inicjowali władcy – w Austrii cesarzowa Maria Teresa i cesarz Józef II, w Prusach król Fryderyk II, a w Rosji car Aleksander II. W monarchii austriackiej reformy podjęte pod koniec XVIII w., zostały sfinalizowane w okresie Wiosny Ludów (1848 r.). Chłopi pruscy uzyskali wolność osobistą w 1807 r., a stopniowo rozszerzane uwłaszczenie przyniosły im edykty wydane między 1811 r. a 1850 r.
W Rosji w latach 40. uwolniono i uwłaszczono chłopów w dobrach państwowych. Ukaz o powszechnym zniesieniu poddaństwa i przyznaniu chłopom nadziału ziemi ogłoszono dopiero w 1861 r. Przy czym w wielu guberniach ziemia nadzielana była nie indywidualnym chłopom, a gromadom (mirom).
Chłopi otrzymywali ziemię w drodze wykupu, co oznaczało, że musieli oddać szlachcie część dotychczas użytkowanych gruntów lub uiścić opłatę. W Prusach uwłaszczeni zmuszeni byli do oddania właścicielowi folwarku od 1/3 do 1/2 uprawianych gruntów. W Austrii wprowadzono świadczenie pieniężne, które stanowiło 1/3 wartości otrzymanej ziemi. W Rosji chłopi przez wiele lat musieli spłacać uciążliwy czynsz. W ten sposób właściciele ziemscy zyskiwali środki finansowe lub powiększali swoje folwarki. W Prusach proces uwłaszczenia doprowadził do umocnienia wielkiej własności rolnej (powyżej 100 ha), która objęła 55% ziemi; w mniejszym stopniu dotyczyło to także Galicji i Węgier w monarchii Habsburgów. Na terenie Cesarstwa Rosyjskiego własność folwarczna stanowiła 25% ziemi, 40% gruntów zaś należało do państwa. Z ziemi chłopskiej tylko 12% użytkowano indywidualnie, resztą dysponowały miry. W systemie mirów chłopi rotacyjnie użytkowali łany ziemi, z których utrzymywali rodzinę, a ewentualne nadwyżki kierowali na sprzedaż. Na stałe posiadali niewielkie działki gruntu przy zagrodzie, które mogli wykupić.
Uwłaszczenie było końcowym akcentem przekształceń ustrojowych rolnictwa, likwidujących większość instytucji feudalnych. Zróżnicowany przebieg reform – rewolucyjny w Stanach Zjednoczonych i we Francji oraz ewolucyjny w Europie Środkowej – dał podstawę poglądu o odmiennych („amerykańskiej” i „pruskiej”) drogach rolnictwa do kapitalizmu. W nowym ustroju rolnym występowały obok siebie gospodarstwa ziemiańskie (folwarki kapitalistyczne) i samodzielne gospodarstwa chłopskie. Miejsce przymusu pozaekonomicznego zajęła swoboda działania, zdeterminowana ilością posiadanej ziemi. W zdecydowanie uprzywilejowanej pozycji znalazły się folwarki i duże gospodarstwa chłopskie mogące rozwijać produkcję towarową.
Małe gospodarstwa raczej nie wytwarzały nadwyżek na sprzedaż, często nie były nawet w stanie wyżywić gospodarującej rodziny. W skrajnych przypadkach ich ziemia powiększała grunty dużych gospodarstw, a rodziny chłopskie podejmowały pracę najemną na miejscu lub poszukiwały źródeł utrzymania w odległych regionach, często nawet poza granicami ojczystego kraju. Niekiedy bezrolnym wydzielano działkę ziemi folwarcznej, za którą należało pracować na gruntach szlachty.
Problemy przeżywały także gospodarstwa ziemiańskie pozbawione nieodpłatnej siły roboczej w postaci pańszczyzny i często źle zarządzane. Część z nich nie była w stanie racjonalnie gospodarować i ulegała wykupowi lub parcelacji. Ich ziemia nierzadko powiększała duże gospodarstwa chłopskie o charakterze kapitalistycznym, a dawni właściciele zasilali społeczność miejską, głównie tzw. wolne zawody.

## Postęp agrotechniczny
Ważnym aspektem rewolucji agrarnej był, poza postępem społecznym, postęp agrotechniczny. Najsilniej wyraził się on w powszechnym zastąpieniu na przełomie XVIII i XIX w. trójpolówki bardziej produktywnym płodozmianem. W systemie trójpolowym każdego roku 1/3 gruntów ugorowała i nie była wykorzystywana produkcyjnie. Naukowo opracowany w Anglii płodozmian (system norfolski) nie tylko zwiększył obszar użytków rolnych, lecz także wpłynął na zwielokrotnienie plonów. Istotą płodozmianu była odpowiednia sekwencja upraw (ozime, okopowe, jare, koniczyna), zapobiegająca wyjałowieniu ziemi. Podnoszeniu produktywności rolnictwa służyły także melioracje i głęboka orka.
Inne innowacje agrotechniczne były ściśle powiązane z postępem przemysłowym. Pojawiły się żelazne pługi wieloskibowe, siewniki, młocarnie i żniwiarki, a jako źródło napędu zaczęto wykorzystywać parowe lokomobile. Oprócz nawozów naturalnych wprowadzono nawozy sztuczne.
W produkcji roślinnej nastąpiły istotne zmiany strukturalne. Kosztem tradycyjnych upraw zbożowych zwiększył się udział roślin nawozowych (łubin) i pastewnych (buraki pastewne, koniczyna). Duże znaczenie miało upowszechnienie upraw ziemniaków, które stały się podstawowym składnikiem wyżywienia ludzi ubogich. Ich rolę unaocznił nieurodzaj, jaki miał miejsce w latach 40. XIX w. W wielu krajach, a zwłaszcza we wspomnianej wcześniej Irlandii, spowodował on klęskę głodu. Przy malejącej konkurencji cukru trzcinowego (w związku z blokadą kontynentalną oraz w wyniku kryzysu systemu niewolniczego w Ameryce Łacińskiej) rozwinęły się uprawy buraków cukrowych, początkowo we Francji, w Niemczech i Austrii. Taniejący cukier wzbogacił dietę ludzi niezamożnych. Na południu i zachodzie Europy zwiększono zasiewy kukurydzy oraz zakładano nowe plantacje winorośli. Wino stało się ważnym produktem eksportowym Francji i Portugalii.
Korzystne zmiany nastąpiły także w hodowli, zwłaszcza związanej z wytwarzaniem surowców dla przemysłu. Wysoki poziom osiągnęła hodowla owiec wełnistych (merynosów), rozwijano chów wysoko wydajnego bydła mięsnego i mlecznego. Wzrosła jakość pozyskiwanych skór i futer. Szybkie postępy hodowli spowodowały upowszechnienie konsumpcji mięsa i mleka oraz ich przetworów.
Do zwiększenia spożycia przyczynił się rozwój przemysłu przetwórczego. Oprócz przetwórni związanych z poszczególnymi gospodarstwami powstawały samodzielne browary, gorzelnie, mleczarnie i masarnie organizowane przez mieszczaństwo. Przemysł spożywczy stopniowo wyodrębniał się z rolnictwa w samodzielną gałąź wytwórczości fabrycznej.
Dla ogólnego poziomu produkcji rolniczej istotny okazał się rozwój gospodarczy obszarów zamorskich. Duży postęp w uprawie ziemi i hodowli notowano przede wszystkim w Stanach Zjednoczonych, Australii i Nowej Zelandii. Rolnictwo Stanów Zjednoczonych skorzystało na skutkach wojen napoleońskich, podczas których gwałtownie wzrósł popyt Europy na amerykańskie surowce i żywność. W Australii Brytyjczycy rozwinęli nowoczesną hodowlę owiec, a kraj stał się największym eksporterem wełny.
Wynikiem przemian społecznych i gospodarczych w okresie rewolucji agrarnej było powstanie rolnictwa kapitalistycznego. W Europie Zachodniej i Stanach Zjednoczonych zaczęły dominować duże, wydajne gospodarstwa, zarówno ziemiańskie, jak i chłopskie.
W Anglii przeważały farmy o powierzchni 40-200 ha, we Francji, w Holandii, Danii i zachodnich Niemczech – w granicach 20-80 ha, a w Stanach Zjednoczonych – 40-120 ha.
W Europie Środkowo-Wschodniej oprócz latyfundiów występowało wiele drobnych gospodarstw chłopskich (przeważnie nieprzekraczających 5 ha), często nieprowadzących produkcji towarowej i niekontaktujących się z rynkiem. Podobna struktura własności ziemi utrzymywała się w Ameryce Południowej i krajach azjatyckich.
W Europie Zachodniej, gdzie ogólnie brakowało ziemi uprawnej, rolnictwo przybrało charakter intensywny. Wielką wagę przywiązywano do wzrostu produktywności ziemi i zwierząt hodowlanych. Stosowano nowoczesne metody agrotechniczne, rozwijano mechanizację i nie szczędzono nakładów kapitałowych. Powszechnym zjawiskiem było zatrudnianie, nawet w gospodarstwach chłopskich, najemnej siły roboczej. Produkcja gospodarstw rolnych w większości kierowana była na rynek. W konsekwencji rosły jej rozmiary i efektywność. Przykładowo, we Francji w latach 1831–1870 zbiory pszenicy wzrosły o 45%, a jej plony – o 30%.
Ekstensywne metody gospodarowania dominowały na nowo skolonizowanych obszarach Stanów Zjednoczonych, Kanady i Australii, a także południowej Rosji. Nakłady kapitałowe, relatywnie mniejsze niż w Europie Zachodniej, kierowano głównie na mechanizację podnoszącą wydajność pracy. Mniejszą wagę przywiązywano do maksymalizacji plonów i rzadziej korzystano z najemnej siły roboczej. W konsekwencji koszty produkcji były niższe i większa była konkurencyjność artykułów rolnych w eksporcie.
Inaczej funkcjonowało rolnictwo plantacyjne wymagające wielkich nakładów pracy. Plantacje bawełny na południu Stanów Zjednoczonych, wykorzystujące pracę murzyńskich niewolników, dostarczały 80% światowej produkcji tego włókna. W podobny sposób zorganizowane były olbrzymie latyfundia w Argentynie, Brazylii, Chile i na Kubie, specjalizujące się w produkcji eksportowej: bawełny, trzciny cukrowej, kakao i kawy.
Drobna gospodarka chłopska dominowała w Europie Środkowo-Wschodniej, Irlandii, Indiach i Chinach. W krajach europejskich cechowały ją niska produkcja, oparta na rodzinnej sile roboczej, oraz pogłębiająca się pauperyzacja. Wysoki przyrost naturalny i niski poziom uprzemysłowienia, hamujący emigrację do miast, tworzyły przeludnienie agrarne wsi. Podobne zjawiska występowały w krajach azjatyckich. W Chinach ziemia była własnością cesarza lub arystokracji i urzędników państwowych. Opłaty dzierżawne, jakie musieli wnosić chłopi, sprawiały, że podstawowa ich część była systematycznie zadłużona i żyła w skrajnej nędzy. Podobne były skutki utrzymywanego wysokiego podatku gruntowego w skolonizowanych przez Anglików Indiach.

## Rewolucja agrarna na ziemiach polskich
W Polsce zwiastuny rewolucji agrarnej pojawiły się w II poł. XVIII w., gdy Rzeczpospolita Szlachecka chyliła się ku upadkowi. Działacze oświeceniowi (Hugo Kołłątaj, Stanisław Staszic) wysuwali postulaty zastąpienia pańszczyzny czynszem pieniężnym i wzięcia chłopów pod opiekę państwa. Niektórzy właściciele ziemscy podjęli hasło oczynszowania chłopów, godzili się także na opuszczanie przez nich wsi w indywidualnych przypadkach. Spośród arystokracji na rzecz poprawy sytuacji chłopstwa działali m.in. Anna Jabłonowska, Stanisław Małachowski i Andrzej Zamoyski.
Wbrew oczekiwaniom Konstytucja 3 maja nie zmieniła położenia całego chłopstwa. Dopiero podczas insurekcji kościuszkowskiej, w celu przyciągnięcia chłopskiego rekruta, podjęto bardziej zdecydowane kroki. W ogłoszonym w 1794 r. Uniwersale połanieckim Tadeusz Kościuszko gwarantował zniesienie poddaństwa, przyznanie chłopstwu prawa zwracania się do sądów i urzędów państwowych, stworzenie opieki przez wyznaczenie tzw. dozorców oraz zmniejszenie wymiaru pańszczyzny. Realizację tych zamierzeń uniemożliwił upadek powstania i III rozbiór Polski.
W pierwszych latach niewoli narodowej zasadnicze znaczenie dla przemian w rolnictwie miały postanowienia napoleońskiej Konstytucji Księstwa Warszawskiego z 1807 r. Jej art. 4 głosił: „Znosi się niewola. Wszyscy obywatele są równi przed obliczem prawa”. Uzupełniający Konstytucję dekret grudniowy z tego samego roku wyjaśniał, że chłopi są wolni, mogą opuścić wieś, ale ziemia, którą użytkowali, wraz z inwentarzem należą do dworu. Oznaczało to, że wprawdzie chłopi uzyskali wolność, ale nie otrzymali ziemi, co czyniło z nich krótkoterminowych dzierżawców, łatwo usuwalnych z gospodarstw. Prawo napoleońskie wykorzystane zostało przez szlachtę do masowych rugów chłopskich. Rodziło to w społeczności wiejskiej radykalny postulat uwłaszczenia chłopów, czyli nadania użytkowanej ziemi na własność.
Z uwłaszczenia najwcześniej skorzystali chłopi polscy zamieszkujący Pomorze Gdańskie, włączone do Prus. Prawo z 1816 r. dopuściło tam uwłaszczenie dużych gospodarstw w zamian za odszkodowanie sięgające 1/2 użytkowanych gruntów. Odszkodowanie, zamiast ziemi, mogło być spłacone pieniędzmi lub zbożem. Wspomniane zasady uwłaszczeniowe rozciągnięto w 1823 r. na Wielkopolskę. Mniejsze gospodarstwa, które nie były w stanie utrzymać pary zwierząt pociągowych, objęto uwłaszczeniem w 1850 r., a cały proces reform zakończył się w 1858 r. Jego rezultatem było powstanie w zaborze pruskim dużych gospodarstw folwarcznych (powyżej 100 ha) i chłopskich, stosujących nowoczesną agrotechnikę oraz dostarczających płodów rolnych na sprzedaż. Nastąpił szybki upadek drobnej własności chłopskiej i w konsekwencji napływ wolnej siły roboczej do rolnictwa oraz przemysłu.
W zaborze austriackim jeszcze w XVIII w. zniesiono poddaństwo prawne i osobiste. Szlachcie zabroniono karać chłopów grzywnami pieniężnymi i ograniczono stosowanie kar cielesnych. Chłopi mogli się odwoływać do sądów państwowych. Stworzono możliwość opuszczania gospodarstw, a dzieciom chłopskim – udawania się na naukę do miasta. Zmniejszono także tygodniowy wymiar pańszczyzny i określono dzienny czas pracy. Uwłaszczenie nastąpiło dopiero w rewolucyjnym 1848 r. Chłopi otrzymali na własność grunty do tej pory użytkowane, a właściciele – odszkodowanie. Odszkodowanie po potrąceniu 1/3 jego wartości w połowie wypłacał rząd galicyjski, a w połowie chłopi, obciążeni zwiększonymi podatkami.
Po uwłaszczeniu przeważały w Galicji drobne gospodarstwa chłopskie, których przeciętna wielkość sięgała 5 ha. Nie gwarantowały one rodzinom chłopskim samowystarczalności, co zmuszało je do szukania dodatkowych dochodów przez podejmowanie pracy najemnej. Najemną siłę roboczą tworzyła także grupa chłopów chałupników i komorników.
W Królestwie Polskim uwłaszczenie przyszło później niż w pozostałych zaborach i zostało poprzedzone oczynszowaniem chłopów. Oczynszowanie polegało na zamianie pańszczyzny na ustaloną kwotę pieniężną z tytułu użytkowania ziemi. W roku 1846 przeszło 1/3 gospodarstw chłopskich w dobrach prywatnych była objęta czynszami, w dobrach rządowych zaś odsetek ten był jeszcze wyższy. Propagowaniem oczynszowania chłopów zajęło się utworzone w 1857 r. Towarzystwo Rolnicze. Jego prezes, Andrzej Zamoyski, opowiadał się za stopniowym uwłaszczeniem chłopów i pełnym odszkodowaniem dla szlachty.
Ukaz carski z 1861 r., który wyłączył z uwłaszczenia chłopów z Królestwa Polskiego, poruszył środowisko wiejskie. Naprzeciw interesom chłopstwa wyszły władze powstania styczniowego, ogłaszając dekret znoszący całkowicie pańszczyznę i przyznający chłopom pełną własność ziemi. Szlachta miała otrzymać odszkodowanie ze środków państwowych. Zapowiedziano także przydzielenie bezrolnym i małorolnym działek z dóbr rządowych. Reakcja władz carskich, dążących wszelkimi sposobami do stłumienia powstania, polegała na wydaniu w 1864 r. ukazów uwłaszczeniowych, które oddawały chłopom na własność użytkowane grunty. Chłopi zostali zwolnieni z odszkodowania, ale musieli płacić podwyższony podatek gruntowy, który stworzył fundusz na spłatę właścicieli realizowaną przez władze. Część funduszu obciążającego chłopstwo przeszła w ręce caratu.
Uwłaszczenie w Królestwie Polskim było znacznie korzystniejsze w porównaniu z pozostałymi zaborami. Jednak, ze względu na powszechnie występujące małe gospodarstwa chłopskie, utrwaliło bardzo niekorzystną strukturę agrarną. W Królestwie Polskim na jednego uwłaszczonego chłopa przypadało 6,5 ha gruntu, czyli nieco więcej niż w Galicji (5 ha). Tymczasem przeciętny obszar gospodarstw, po uwłaszczeniu dokonanym przez władze pruskie, sięgał od 55 ha w Wielkopolsce do 77 ha na Pomorzu Gdańskim. Silne zróżnicowanie obszarowe gospodarstw chłopskich na zachodzie i wschodzie ziem polskich miało istotny wpływ na ich siłę ekonomiczną i warunki bytowe ludności wiejskiej.
Ogólnie biorąc, po uwłaszczeniu chłop stał się właścicielem ziemi. Mimo problemów adaptacyjnych starał się o jak najlepsze wykorzystanie ziemi. Bogatsi chłopi stosowali nowoczesne metody agrotechniczne, kupowali maszyny i narzędzia ułatwiające pracę. Folwarki, pozbawione pańszczyzny, zaczęły się posługiwać pracownikami najemnymi. Zazwyczaj byli oni ordynariuszami, czyli służbą wynagradzaną w naturze (zbożem, słoniną, solą, piwem). Otrzymywali także mieszkanie, kawałek ziemi pod ogród i hodowlę oraz drobne sumy pieniędzy. Ordynaria była także podstawą wynagradzania wykwalifikowanych hodowców zwierząt i rzemieślników folwarcznych, a także sezonowo zatrudnianych chałupników i komorników. Jednak stopniowo coraz większą rolę odgrywało wynagrodzenie w pieniądzu.
Folwark kapitalistyczny wymagał stałego doskonalenia metod produkcji, wprowadzania osiągnięć agrotechnicznych i dobrej organizacji pracy. Od tego zależała produktywność ziemi i zwierząt oraz konkurencyjność na rynku. Nie wszystkie folwarki podołały tym wyzwaniom, co wywołało falę bankructw i parcelacji.
Uwłaszczenie nie zlikwidowało wszystkich przeżytków feudalizmu. W Królestwie Polskim i Galicji utrzymano serwituty, czyli prawo wspólnego użytkowania przez chłopów oraz szlachtę pastwisk i lasów. W ten sposób chłopi mogli rozwijać hodowlę i korzystać z bogactw leśnych. Jednak wspólne użytkowanie prowadziło do wyniszczenia łąk i lasów, pozbawionych jasno określonego właściciela.
Uwłaszczenie w zaborze austriackim i rosyjskim nie zniosło przymusu propinacyjnego. Liczne karczmy na wsi, często dzierżawione przez Żydów, przyczyniały się do wzrostu spożycia alkoholu i dostarczały szlachcie dochodów. Prawo propinacji zostało odebrane szlachcie galicyjskiej w 1889 r., a na obszarze zaboru rosyjskiego zniesiono je prawnie w 1898 r. W praktyce propinacja istniała jeszcze na początku XX w., przynosząc ziemiaństwu ogromne dochody.
Sytuacja produkcyjna rolnictwa polskiego była uzależniona nie tylko od zmian ustrojowych, lecz także warunków występujących w poszczególnych zaborach. Po upadku Rzeczypospolitej Szlacheckiej w zaborze pruskim pojawiły się możliwości zwiększenia eksportu zbóż przez Gdańsk i Szczecin. Wzrósł także areał upraw ziemniaków i roślin pastewnych, przede wszystkim koniczyny. Dobra koniunktura zachęciła szlachtę do zaciągania kredytów, głównie konsumpcyjnych, ale także związanych z modernizacją gospodarstw. Spowodowało to znaczne zadłużenie majątków szlacheckich.
Jednak już w okresie Księstwa Warszawskiego rolnictwo znacznie odczuło wprowadzenie napoleońskiej blokady kontynentalnej. Blisko o połowę spadły ceny zboża i dochody szlachty. Tymczasem Napoleon, na mocy konwencji podpisanej w Bayonne, przejął wierzytelności pruskie i nakazał ich egzekucję od dłużników, m.in. od szlachty polskiej. „Bajońskie sumy”, mimo niepełnej ich ściągalności, dodatkowo komplikowały sytuację polskiego rolnictwa.
W Wielkopolsce i na Pomorzu po wojnach napoleońskich utrzymywała się słaba koniunktura eksportowa spowodowana wysokimi cłami angielskimi, ale wzrósł popyt ze strony przemysłu na surowce rolnicze. Upowszechnił się płodozmian, rozwinęła się uprawa ziemniaków, buraków cukrowych i koniczyny oraz hodowla owiec. W latach 1816–1867 wzrost pogłowia koni wyniósł 80%, bydła rogatego – 80%, a owiec – aż 200%.
W Królestwie Polskim rolnictwo silnie odczuwało zmniejszony eksport zboża, który utrudniały pruskie bariery celne na drodze spławu do Gdańska oraz zadłużenie gospodarstw folwarcznych. Hamowało to postęp agrotechniczny, lecz nie wykluczało go.
Wprawdzie większość folwarków trwała przy trójpolówce, ale płodozmian wkroczył do części dóbr magnackich i szlacheckich. Pierwsze maszyny rolnicze – młocarnie, żniwiarki, sieczkarnie – pojawiły się w poł. XIX w. Jednak podstawowymi narzędziami uprawy roli były drewniane pługi, sochy i brony oraz sierpy, stopniowo zastępowane przez kosy. Zintensyfikowano produkcję, o czym świadczy fakt, że w I poł. XIX w. plony zbóż wzrosły z 3-4 ziaren z jednego wysianego ziarna do 4-5 ziaren. W strukturze zasiewów dominowały żyto i owies, najmniej uprawiano pszenicy. W latach 1822–1864 globalna produkcja zbóż w Królestwie Polskim wzrosła przeszło 3-krotnie.
Pod wpływem rozwoju przemysłu szybko upowszechniała się uprawa buraków cukrowych oraz ziemniaków, wykorzystywanych także przez gorzelnie. Zdecydowanie zwiększyła się hodowla owiec, w efekcie wzrostu zapotrzebowania przemysłu włókienniczego na wełnę. Słabsze postępy notowano w chowie koni i trzody chlewnej. Szlachta, mająca trudności z eksportem zbóż, uprzemysławiała swoje majątki. Zakładała parowe młyny, cegielnie, tartaki, browary, gorzelnie, a także cukrownie.
W zdecydowanie gorszym położeniu znalazło się rolnictwo Galicji, odciętej od handlu zbożowego z Gdańskiem i odczuwającej konkurencję ziarna węgierskiego. Niskie ceny i dochody hamowały postęp techniczny oraz wprowadzanie nowych metod uprawy i hodowli.
Trójpolówka pozostała podstawową formą uprawy ziemi, spulchnianej drewnianymi narzędziami. Produkcję rolną limitowały warunki naturalne związane z górskim charakterem znacznej części Galicji. Rabunkowa gospodarka leśna doprowadziła tam do wzmożonej erozji wodnej gleb oraz do częstych powodzi. Przy niskich plonach (przeciętne zbiory zbóż w połowie wieku szacowano na 4,5-6,0 q z 1 ha) produkcja zboża zmniejszała się. Przez znaczną część roku chłopom galicyjskim brakowało ziarna na chleb. Sytuację częściowo ratował rozwój upraw ziemniaka i hodowli owiec. Natomiast szlachta starała się zwiększyć dochody z folwarków, przeznaczając część zbóż i ziemniaków na produkcję gorzelnianą.